# بطولة أمم أوروبا داخل الصالات 2014
بطولة أمم أوروبا داخل الصالات 2014 (بالفرنسية: Championnat d'Europe de futsal 2014) هو الموسم 9 من  بطولة أمم أوروبا داخل الصالات. أقيم خلال الفترة 2014 وحتى 2014، والذي يشرف على تنظيمه الاتحاد الأوروبي لكرة القدم، وكان عدد الأندية المشاركة فيه  12، وفاز فيه منتخب إيطاليا الوطني لكرة قدم الصالات.